# Lennon/McCartney
Vous lisez un « article de qualité » labellisé en 2013.
Pour un article plus général, voir The Beatles.
Lennon/McCartney (ou Lennon–McCartney), ou McCartney/Lennon (ou McCartney-Lennon) dans leur premier album Please Please Me, est la signature commune de John Lennon et Paul McCartney utilisée pour près de deux cents chansons des Beatles écrites par l'un et/ou l'autre. Cette collaboration, qui s'étend de 1957 à 1969, compte parmi les plus prolifiques et influentes de l'histoire du rock, son succès dans celle de l'industrie discographique restant inégalé.

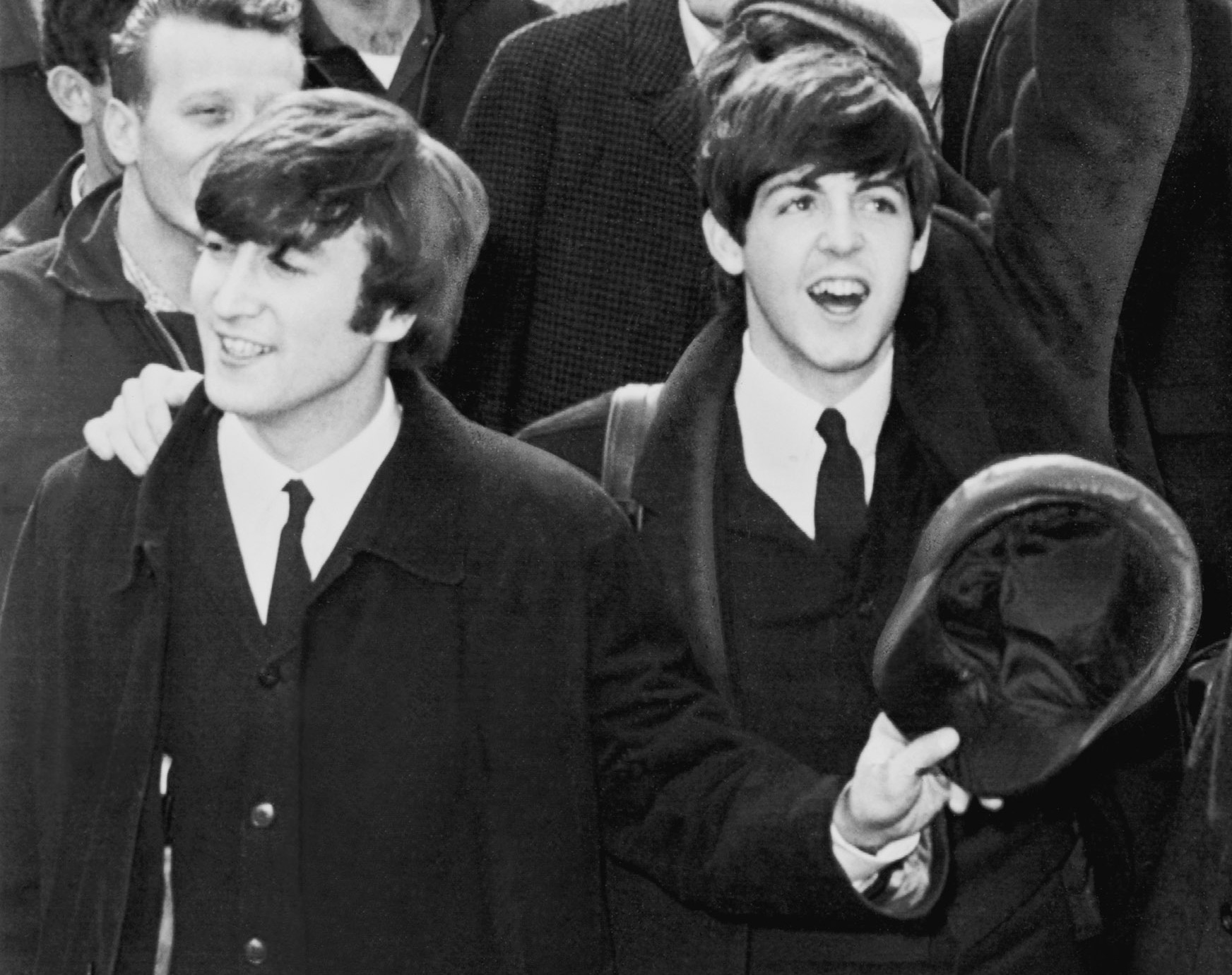
John Lennon et Paul McCartney à New York en 1964.

Lennon et McCartney, alors âgés respectivement de seize et quinze ans, se rencontrent en juillet 1957 et, rapidement, composent ensemble, affinant progressivement leur technique jusqu'à prétendre avoir déjà écrit plus d'une centaine de chansons à l'orée de la carrière discographique des Beatles en 1962. D'un commun accord, ils décident de créditer toutes leurs compositions à leurs deux noms, quel qu'en soit le principal auteur. L'habileté du tandem à écrire des chansons apparemment très simples quoique innovantes et créatives explique la popularité presque instantanée des Beatles. Seulement un an après les débuts du groupe sur le label Parlophone, les chansons du duo sont considérées comme des valeurs sûres. Les deux partenaires, conscients de leur succès, y font allusion lors d'une interview : à la question « Vous repreniez autrefois des standards du rock, pourquoi ne le faites-vous plus ? », ils répondent du tac au tac : « Parce que, maintenant, nous en créons ! »
Au fil du temps et des expériences vécues, l'écriture du tandem évolue : leur œuvre s'approfondit et s'enrichit de nombreux éléments, sans même que la cadence de travail ne ralentisse. De 1965 à 1967, défilent l'un après l'autre les albums Help!, Rubber Soul, Revolver, Sgt. Pepper's Lonely Hearts Club Band et la bande originale de Magical Mystery Tour, qui confortent les Beatles dans leur position de premier plan sur la scène musicale d'alors. Après les frasques et les innovations de Sgt. Pepper et Magical Mystery Tour en matière de composition et d'instrumentation, le groupe effectue un retour aux sources et publie en 1968 un album plus dépouillé, intitulé simplement The Beatles et connu sous le nom d'« album blanc ». L'individualisme de chaque Beatle, Lennon et McCartney compris, est plus marqué malgré le maintien de la signature commune. Des tensions apparaissent au sein du groupe, qui produit deux derniers albums en 1969, Let It Be et Abbey Road, dans une ambiance plus difficile. Ce dernier est toutefois acclamé comme l'un de leurs meilleurs albums et atteint de nouveaux sommets de vente.
Longtemps après leur séparation, John Lennon et Paul McCartney se sont livrés chacun de leur côté au jeu du « qui a fait quoi ? » sur toutes ces chansons cosignées, se montrant globalement d'accord, sauf à de très rares exceptions, sur ce qui a été composé à 100 % par l'un ou l'autre, à 80–20 %, à 60–40 % ou à 50–50 %. L'assassinat de John Lennon en 1980 a mis fin à une possible reformation des Beatles et du duo, tandis que leur œuvre continue à inspirer les artistes des époques suivantes.

## Historique

### Compositeurs de rock (1957 à 1964)

#### Formation du duo

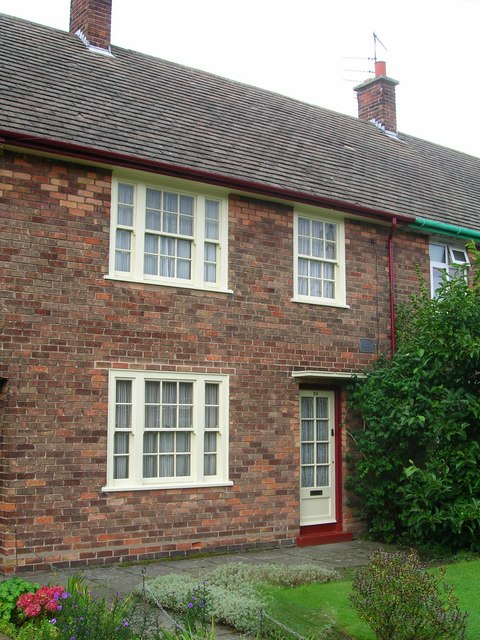
La maison familiale de Paul au 20, Forthlin Road à Liverpool, où les deux adolescents se retrouvent et commencent à composer

Paul McCartney rencontre John Lennon pour la première fois à une fête paroissiale à Woolton, Liverpool, le 6 juillet 1957. Ce dernier s'y produit avec son groupe de skiffle, The Quarrymen. En début de soirée, tandis que le groupe se repose dans une salle proche à grand renfort de bières, McCartney est présenté à Lennon par un ami commun, Ivan Vaughan. Malgré sa jeunesse, McCartney impressionne son aîné lorsqu'il réussit à interpréter à la guitare et au chant plusieurs standards du rock, dont Twenty Flight Rock d'Eddie Cochran. Peu après, McCartney rejoint les Quarrymen. Leur amitié prend un nouveau tour en 1958, lorsque la mère de Lennon, Julia, meurt accidentellement. McCartney a en effet perdu la sienne deux ans auparavant et ce point commun renforce le lien qui unit les deux garçons.
Dès les premiers temps de leur amitié, les deux jeunes musiciens se retrouvent chez l'un ou chez l'autre pour écouter les disques de leurs idoles américaines du rock 'n' roll (Elvis Presley pour commencer, mais également Chuck Berry, Buddy Holly, Little Richard, Gene Vincent et bien d'autres, sans oublier le blues noir américain), essayer d'en apprendre les accords et les paroles, et discuter. Sur l'initiative de McCartney, qui ébauche des chansons depuis sa jeunesse, ils finissent par commencer à en composer eux-mêmes, assis face à face avec leurs guitares. Rapidement, ils consignent quelques-uns de ces titres dans leurs cahiers d'écolier avec la mention « A Lennon–McCartney original ». Tous deux composent dans de longs échanges où chacun rebondit sur une idée de l'autre pour améliorer la chanson, jusqu'à ce qu'elle prenne forme. Pendant un temps cependant, ces compositions maison (qu'ils appelleront leurs « cent premières ») ne semblent jamais devoir sortir de leurs cahiers. Évoquant One After 909, une de leurs toutes premières chansons et une des dernières à être publiées, Paul McCartney raconte : « Nous avions l'habitude de sécher les cours et de retourner chez moi, au 20 Forthlin Road, pour composer. Il y a beaucoup de chansons de cette époque que nous n'avons jamais utilisées, parce que ce sont des chansons très simples. Nous détestions les paroles de One After 909. »
Ce n'est cependant que vers la fin de l'époque des concerts des Beatles à Hambourg, en 1960 et 1961, que le groupe commence à interpréter régulièrement des compositions originales autant que des reprises. Lorsqu'ils auditionnent devant George Martin pour être engagés par le label EMI, le 6 juin 1962, ces chansons appartiennent désormais à leur propre répertoire, et ils n'hésitent pas à interpréter trois de leurs compositions personnelles. L'affirmation décisive vient en septembre, lors de l'enregistrement du premier single du groupe : George Martin veut en effet leur faire publier une reprise de la chanson How Do You Do It? de Mitch Murray, mais Lennon et McCartney font pression pour enregistrer une des leurs à la place, Love Me Do. Martin accepte, et la chanson devient le premier single des Beatles : ceux-ci ne publieront jamais de reprises sur single.

#### La dominante Lennon

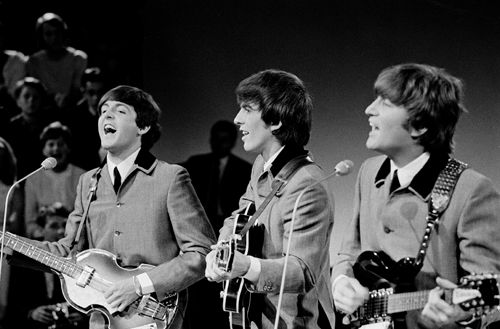
Paul McCartney et John Lennon encadrent George Harrison lors d'un passage télévisé aux Pays-Bas, le 5 juin 1964.

C'est durant les deux premières années de studio des Beatles que le partenariat Lennon/McCartney est le plus intense. Il donne lieu à de nombreuses chansons composées à quatre mains, notamment pour des singles tels que From Me to You, She Loves You ou I Want to Hold Your Hand. Cette époque marque également le temps fort du système où l'un et l'autre sont capables de se pousser et de s'améliorer ; Lennon propose ainsi à McCartney de remplacer une expression cliché sur I Saw Her Standing There, et ainsi de suite. À propos de I Want to Hold Your Hand, le premier no 1 américain du tandem, Lennon note d'ailleurs : « Paul a joué [un] accord, je me suis retourné vers lui et j'ai dit : « C'est ça ! Refais-le ! » À cette époque, on composait vraiment comme ça, en jouant chacun sous le nez de l'autre ». Durant cette période, où les chansons traitent toutes d'amour, Lennon fait souvent figure de meneur. Si McCartney est l'auteur de plusieurs chansons notables de l'époque, son aîné domine clairement numériquement : le paroxysme est atteint en la matière avec l'album A Hard Day's Night, où Lennon est directement à l'origine de dix de ses treize chansons. De même, Lennon est alors le plus innovant dans ses textes, notamment avec No Reply et I'm a Loser, ses premières chansons introspectives.
Cette époque voit également la domination de Lennon s'illustrer à un autre sujet : l'ordre d'attribution des crédits. Dès le début, il a été décidé que chaque chanson de l'un ou de l'autre serait signée de leurs deux noms, comme l'explique McCartney : « Attribuer les chansons à Lennon et McCartney ensemble, c'est une décision qu'on a prise au tout début parce qu'on voulait devenir Rodgers et Hammerstein. Tout ce qu'on savait de l'écriture des chansons, c'est que c'était fait par des gens comme eux et Lerner et Loewe. On avait entendu ces noms et, comme on leur avait associé la notion d'auteurs-compositeurs, l'idée de combiner nos deux noms paraissait intéressante. » Si ce point est acquis, une question épineuse reste posée : dans quel ordre placer les noms ? Les deux faces du premier single, Love Me Do / P.S. I Love You sont créditées Lennon/McCartney bien que ce dernier soit l'auteur principal des deux titres. Ensuite, la signature McCartney/Lennon est utilisée pour les deux prochains singles du groupe et pour Please Please Me, leur premier album. Il est cependant décidé, à partir du single She Loves You, d'inverser l'ordre des deux noms, la consonance « Lennon/McCartney » paraissant plus commerciale. À partir de l'été 1963, Lennon prend donc la priorité du crédit avec l'aval du reste du groupe et du manager Brian Epstein.

### Évolution artistique marquée (1965 à 1967)

#### Le tournant de 1965
1965 est une année charnière pour les Beatles, puisqu'en deux albums, Help! et Rubber Soul, ils passent d'un pop rock traditionnel, où les sujets de leurs compositions sont exclusivement les filles et l'amour, à un style qui s'écarte de plus en plus des recettes établies du genre, avec des morceaux faisant appel à des instruments inédits dans les productions musicales de leur époque, tout en faisant évoluer les techniques d'enregistrement en studio. McCartney prend une place de plus en plus importante au sein du groupe et s'intéresse nettement plus aux techniques d'enregistrement que son partenaire, orienté vers la musique elle-même. L'influence de Bob Dylan se ressent nettement sur les compositions de Lennon à cette époque (Help!, You've Got to Hide Your Love Away). Par ailleurs, toutes les productions de la Motown, celles de Phil Spector et les recherches harmoniques et musicales des Beach Boys n'échappent pas aux oreilles des compositeurs, particulièrement pour McCartney, que l'on voit évoluer avec un transistor collé à l'oreille lors de la première visite des Beatles aux États-Unis en 1964. Lennon domine certes, encore, le premier album de cette nouvelle année 1965 du point de vue des hits, mais McCartney marque une rupture avec les Beatles en composant Yesterday, qu'il écrit et enregistre seul à la guitare acoustique et au chant, accompagné par un quatuor à cordes. Cette première intrusion philharmonique dans la musique du groupe ouvre la porte à de nombreuses réalisations futures. Yesterday reste cependant créditée « Lennon/McCartney » par souci de cohésion au sein du groupe.
Avec l'album suivant, Rubber Soul, les deux compositeurs poursuivent leur dynamique d'émulation tout en conservant un niveau équivalent. Au quotidien ou quasiment, l'un arrive avec une idée de chanson, l'autre la complète avec des paroles ou une idée musicale supplémentaire. « On ne peut plus s'arrêter d'écrire des chansons, c'est presque devenu une accoutumance », note à cette époque Paul McCartney. Leur style s'étoffe et les critiques musicaux commencent à les considérer comme des artistes à part entière. Leur équilibre apparaît notamment dans une nouvelle chanson composée collectivement, Drive My Car, et trouve son apogée avec la sortie d'un des singles de l'année. Lorsque John Lennon présente Day Tripper, McCartney répond avec We Can Work It Out, où d'ailleurs, dans les deux cas, l'un a prêté son concours à l'autre pour compléter la chanson. Le groupe ne parvient alors pas à décider laquelle de ces deux dernières chansons mérite le plus d'être mise en valeur sur la face A du single, et invente le concept inédit de « double face A » : les deux chansons sont d'égale importance sur le single.
Les Beatles sont initiés à la marijuana par Bob Dylan lors de leur tournée américaine de l'été 1964 et en 1965, c'est à grand renfort de joints qu'ils composent, enregistrent, donnent des concerts et tournent le film Help!. Cette même année, John Lennon et George Harrison prennent pour la première fois, et à leur insu, du LSD : Lennon en devient dès lors un consommateur régulier, davantage que les autres Beatles. Ces substances psychotropes vont avoir une influence notable sur les compositions du duo.

#### Les expériences psychédéliques

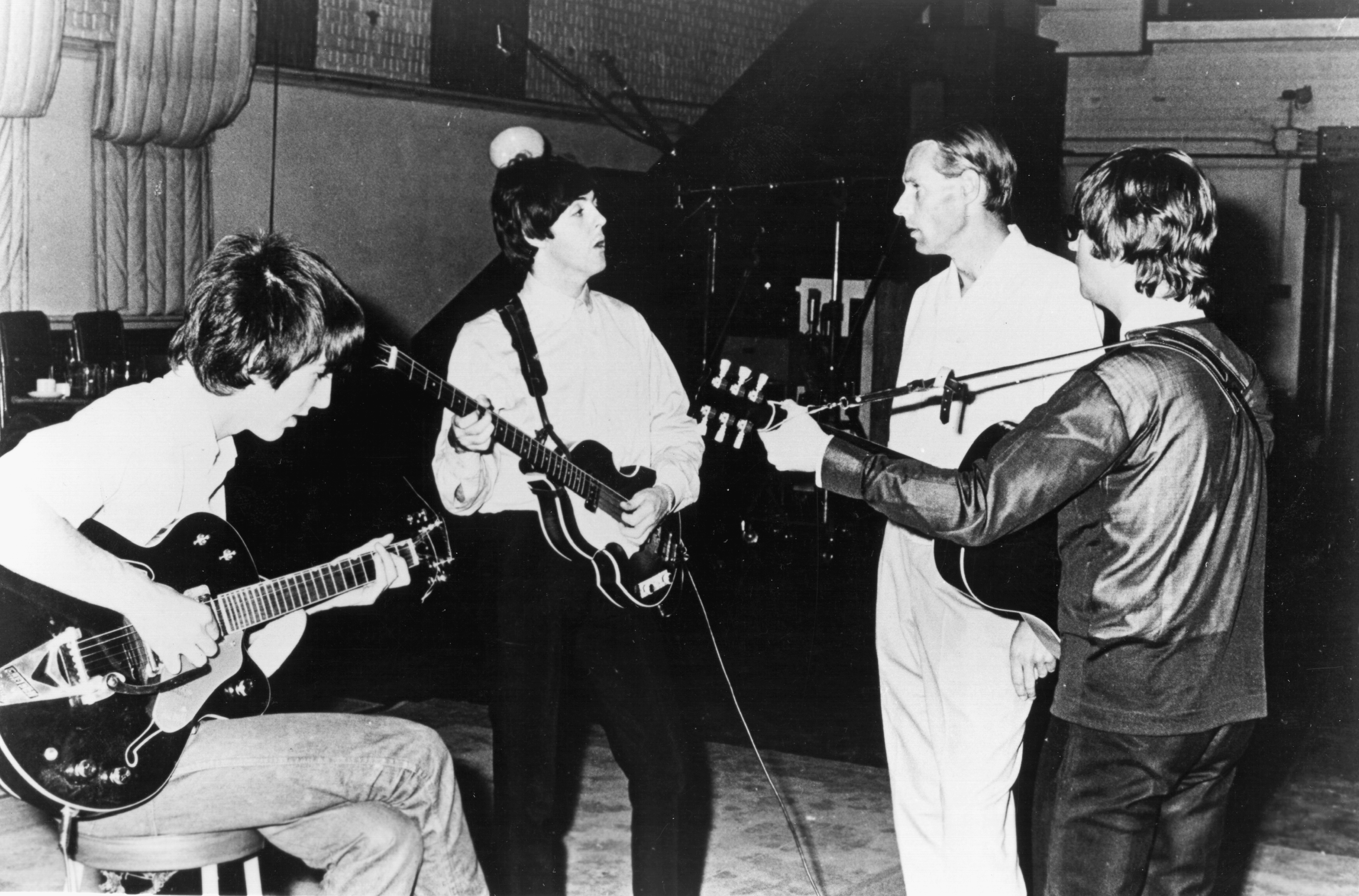
George Harrison, Paul McCartney et John Lennon au travail avec George Martin en 1964, pendant la réalisation de Beatles For Sale.

En 1966, le spectre des influences à l'origine du langage musical des Beatles s'élargit. L'univers de la musique indienne en fait partie, à travers la passion développée à son endroit par George Harrison, mais aussi l'art d'avant-garde et la musique contemporaine (Karlheinz Stockhausen, John Cage, etc.), auxquels Paul McCartney porte un grand intérêt.
Avec l'album Revolver, les deux compositeurs atteignent une nouvelle phase, avec un album particulièrement innovant, qu'il s'agisse de la variété des instruments employés, de l'orchestre à cordes d'Eleanor Rigby ou des textes, qui évoquent pêle-mêle le sommeil et la paresse, un percepteur, une bigote solitaire, un sulfureux docteur, un curieux sous-marin jaune, le Livre des morts tibétain ainsi que les psychotropes de manière détournée. Dans chacun de ces cas, le créateur original de la chanson ne fait aucun doute, mais son partenaire apporte des idées, des paroles, un pont, ou des nouveautés, comme les boucles sonores que Paul McCartney crée pour Tomorrow Never Knows et l'introduction au mellotron qu'il compose quelques mois plus tard pour le Strawberry Fields Forever de Lennon. Concurrence et émulation demeurent entre les deux artistes. Par exemple, lorsque vient le moment de composer le premier single de 1967, chacun impose sa vision propre de sa jeunesse à Liverpool, avec Strawberry Fields Forever et Penny Lane de McCartney. Les deux chansons ne sont pas départagées, et donnent un nouveau single à double face A.
L'influence de la drogue se fait également de plus en plus forte. Tandis que Lennon compose des chansons très abouties à tonalité psychédélique, avec structures complexes, emploi de polyrythmes et délire d'innovations sonores, le duo connaît une nouvelle dynamique et bascule nettement en termes de leadership : en consommateur assidu de LSD, Lennon laisse de plus en plus l'initiative à McCartney. Les deux albums suivants, Sgt. Pepper's Lonely Hearts Club Band et Magical Mystery Tour, sont donc menés tambour battant par ce dernier, dont l'autorité s'accroît encore à la suite de la mort prématurée du manager du groupe, Brian Epstein, le 27 août 1967. La collaboration sur le plan de l'écriture atteint cependant de nouveaux sommets sur des titres comme A Day in the Life, Getting Better, She's Leaving Home ou With a Little Help from My Friends. À mesure que le groupe progresse, McCartney occupe de plus en plus la face A des singles des Beatles, qui deviennent tous des no 1.

### Fin des Beatles (1968 à 1970)

#### Tensions et indépendances croissantes
Début 1968, les Beatles partent pour un séjour de quelques semaines en Inde. Durant cette retraite au grand air, Lennon, McCartney et Harrison ont la possibilité de composer un grand nombre de chansons, souvent très personnelles. La rencontre de Lennon avec sa seconde femme, Yoko Ono, quelques mois plus tôt commence à fissurer le duo de compositeurs, McCartney sentant son partenaire s'éloigner peu à peu. À cela s'ajoutent des tensions au sein du groupe, confiné dans les studios EMI à partir de la fin mai 1968, en compagnie d'Ono que Lennon installe littéralement au milieu des musiciens, brisant une règle tacite (aucune épouse ou compagne n'ayant jusque-là été admise auprès du groupe durant les sessions d'enregistrement) et provoquant un grand malaise. L'ambiance délétère va jusqu'à provoquer le départ de leur ingénieur du son et proche collaborateur Geoff Emerick, et même celui, provisoire, de Ringo Starr. Cela n'empêche pas certaines collaborations notables sur le double album The Beatles : Lennon ajoute ainsi l'introduction au piano du Ob-La-Di, Ob-La-Da de McCartney ou un solo sur son Birthday improvisé en studio.
Début 1969, le groupe commence à travailler sur son album suivant, alors intitulé Get Back. L'objectif non avoué est de resserrer les liens entre les quatre musiciens, mais c'est tout le contraire qui se produit : les tensions s'accroissent entre un McCartney de plus en plus dirigiste et un Lennon fasciné par sa future épouse. Les bandes sont laissées de côté pendant plus d'un an avant de paraître sous le titre Let It Be. McCartney a rencontré Linda Eastman quelque temps auparavant, et leur relation contribue encore plus à éloigner les deux partenaires de composition, qui ne s'entendent pas non plus sur le choix d'un manager : McCartney préfère son beau-père à Allen Klein choisi par Lennon. Leur relation professionnelle tend de plus à perdre en qualité, comme le prouve par exemple la préparation de la chanson Teddy Boy de McCartney, durant laquelle Lennon ironise clairement en se moquant du style choisi par son partenaire. Toutefois, Paul lui adresse un clin d'œil dans la chanson Two of Us intégralement chantée à deux voix, où il dit : « You and I have memories longer than the road that stretches out ahead » (« Toi et moi, nous avons des souvenirs plus longs que la route qui s'étend devant »).
Par ailleurs, Lennon et McCartney s'engagent progressivement chacun dans l'élaboration de projets solo. Dès la fin de 1966, le bassiste avait été chargé de composer la bande originale du film The Family Way, qui donne lieu à la première publication faite au seul nom d'un des membres du groupe. Son partenaire s'en montre très vexé. En 1968, Lennon publie à son tour ses premières créations avec Yoko Ono, des disques de musique expérimentale assez confidentiels. Pour sa première création solo dans le domaine de la musique populaire, le single Give Peace a Chance, il est pris de scrupules à l'idée de s'éloigner de McCartney, et le crédite donc classiquement à leurs deux noms, ce qu'il regrettera par la suite et ne refera plus.

#### Derniers éclats

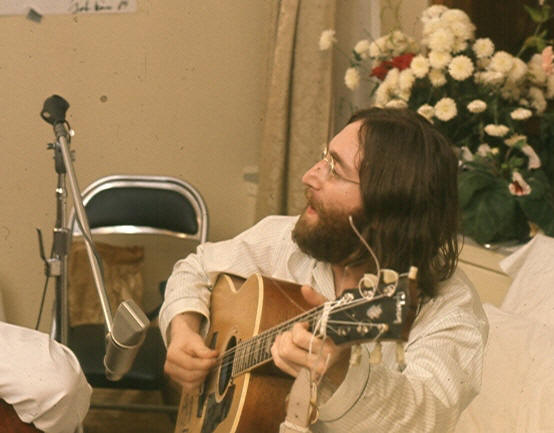
Lennon en 1969, à l'époque des faits relatés dans sa chanson The Ballad of John and Yoko.

La séparation des Beatles s'annonçant imminente, Paul McCartney tente de réunir le groupe pour un ultime album afin que leur histoire finisse en beauté. En prélude, il accepte d'enregistrer comme futur single une composition très personnelle de John Lennon, The Ballad of John and Yoko, qui relate les pérégrinations du musicien lors de sa lune de miel. George Harrison et Ringo Starr n'étant pas disponibles, c'est seuls que les deux partenaires enregistrent ce titre, un des derniers feux de leur collaboration.
Sur l'album même, destiné à devenir Abbey Road, tous essayent de donner le meilleur d'eux-mêmes et collaborent sur certaines chansons. La ligne de basse emblématique de Come Together, chanson de Lennon, est ainsi une initiative de McCartney. De même, tous deux collaborent, avec Harrison, aux harmonies vocales finement travaillées de Because. La bonne humeur n'est cependant pas toujours au rendez-vous : Lennon s'insurge ainsi du temps passé sur Maxwell's Silver Hammer, « une des chansons pour grands-mères de Paul ».
La plus grande collaboration de Lennon et McCartney est cependant le medley  qui occupe la plus grande partie de la face B du disque. Chacun y apporte plusieurs chansons inachevées, McCartney dominant cependant nettement en quantité. C'est également ce dernier qui se montre le plus intéressé en ce qui concerne l'enchaînement des chansons, qu'il travaille avec George Martin, Lennon jugeant l'affaire trop complexe. Le medley reste pourtant la dernière collaboration entre les deux amis, dont les chansons se répondent et se succèdent.
Au moment de la sortie de l'album Abbey Road, fin septembre 1969, John Lennon met fin à ce partenariat, et aux Beatles, en leur annonçant qu'il quitte définitivement le groupe. Cette nouvelle reste cependant secrète durant plusieurs mois et c'est Paul McCartney qui l'officialise le 10 avril 1970 à travers un communiqué de presse publié dans les pressages promotionnels de son premier album solo. En rompant le secret et en s'attribuant en quelque sorte la séparation du groupe phare des années 1960, il provoque la colère de ses camarades, et tout particulièrement celle de Lennon.

#### Fin officielle du partenariat
Il faut quatre années pour que les différends juridiques trouvent une issue, afin de pouvoir prononcer la dissolution officielle des Beatles et du partenariat Lennon/McCartney. En décembre 1974, les documents sont prêts et une réunion est mise sur pied à New York, le 19 décembre, où toutes les parties prenantes doivent apposer leur signature en bas d'un volumineux accord. Mais Lennon décide de ne pas se présenter, dans la ville où il habite pourtant. Ses anciens partenaires sont outrés, et tout particulièrement George Harrison.
Finalement, alors que Lennon, son fils Julian et son assistante et petite amie du fameux « week-end perdu », May Pang sont en vacances dans le village polynésien du Disneyland floridien, un avocat d'Apple leur apporte les documents le 29 décembre 1974. May Pang raconte : « "Range ton appareil photo !" m'a-t-il dit en plaisantant. John a ensuite appelé son avocat Harold Seider pour régler les derniers détails. Quand il a raccroché, il s'est mis à regarder mélancoliquement à travers la fenêtre. Je pouvais presque le voir rejouer toute la carrière des Beatles dans son esprit. Il a finalement pris un stylo, et dans le contexte improbable d'un hôtel polynésien au cœur de Disneyland, a mis officiellement fin au plus grand groupe de l'histoire du rock'n'roll en griffonnant simplement John Lennon en bas de la dernière page ».

### Un lourd héritage (1970 à aujourd'hui)

#### Guerre par disques interposés
En 1971, un conflit éclate par disques interposés entre les deux anciens amis. L'année précédente, Lennon a vertement critiqué l'album éponyme de son compère, tout en déclarant espérer que leur concurrence les pousserait vers de nouveaux sommets. C'est cependant McCartney qui ouvre les hostilités médiatiques avec son album Ram. Dans la chanson Too Many People, il s'attaque ainsi à tous ces gens qui disent aux autres ce qu'ils doivent faire, ce que Lennon prend clairement de façon personnelle. Dans la chanson suivante, 3 Legs, le bassiste se lamente au sujet d'un ami qui l'a trahi. Enfin, une photo à l'intérieur de la pochette montre deux scarabées (beetles en anglais) copulant.
La réponse de Lennon ne se fait pas attendre et arrive sur l'album Imagine dans les mois qui suivent. Il glisse dans la pochette une carte postale parodiant la pochette de Ram : là où Paul McCartney chevauchait un bélier, Lennon prend pour sa part un cochon par les oreilles. Il signe surtout la chanson How Do You Sleep?, dans laquelle il règle ses comptes avec son partenaire en l'attaquant sur son œuvre et son mode de vie, et qui attriste énormément McCartney. Peu avant la sortie de la diatribe de son ami, il avait enregistré pour son nouvel album avec Wings, Wild Life, la chanson Dear Friend adressée à Lennon.

#### Relative réconciliation et travail posthume

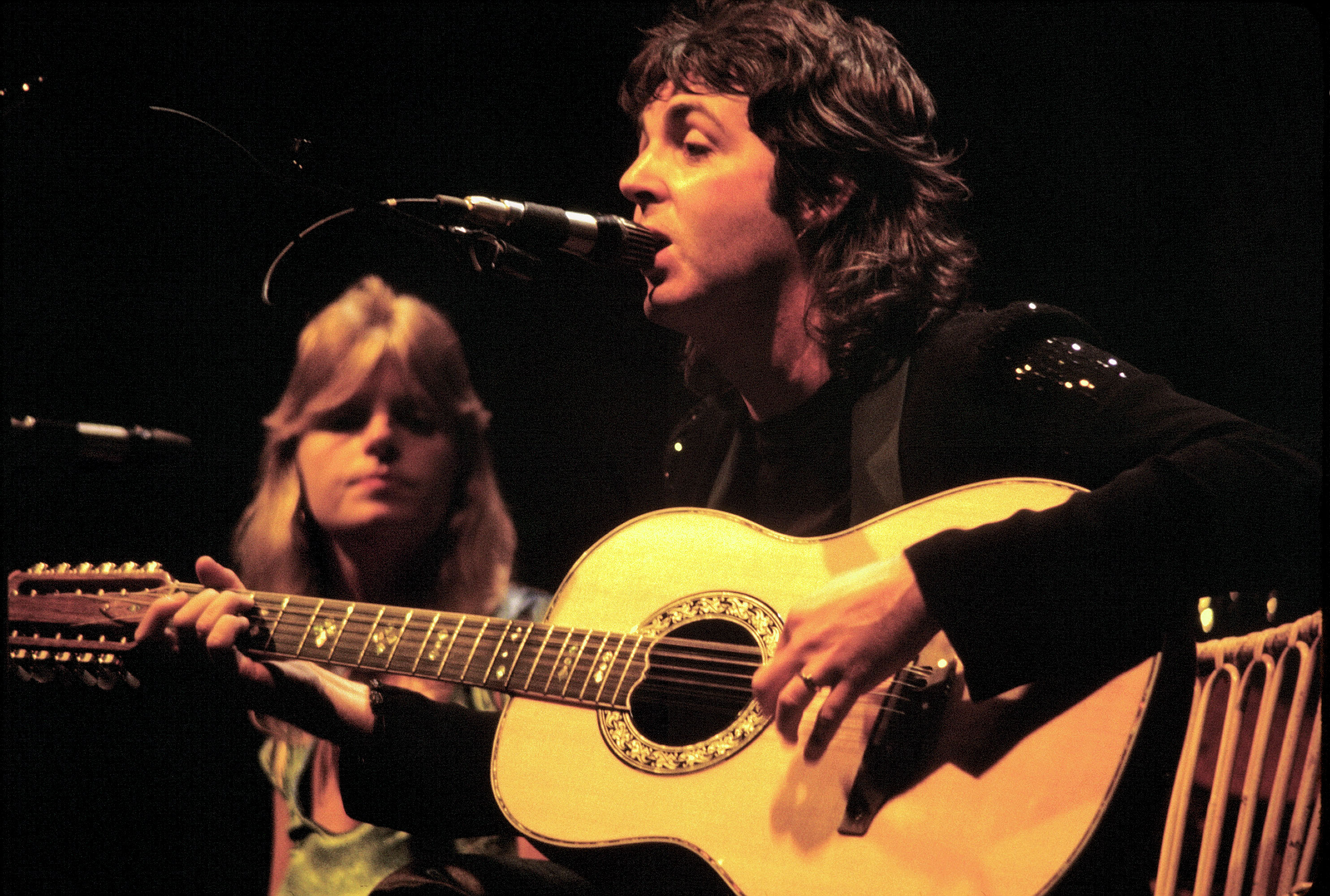
Paul et Linda McCartney lors d'un concert des Wings en 1976.

Au milieu des années 1970, avec la fin des soucis judiciaires liés à la dissolution du groupe, les tensions entre les anciens partenaires s'amenuisent. Si Lennon est parti vivre aux États-Unis, il n'est cependant pas opposé à l'idée de revoir son ancien compère. En mars 1974, McCartney, alors de passage à Los Angeles, retrouve ainsi Lennon, ce qui donne lieu à un grand « bœuf » durant lequel ils revisitent les classiques du rock de leur jeunesse. Durant les années qui suivent, tandis que Lennon se retire de la vie publique pour s'occuper de son fils Sean, McCartney lui téléphone régulièrement et lui rend visite à l'occasion. Un soir de 1976, tous deux regardent Saturday Night Live lorsque Lorne Michaels, le créateur de l'émission, propose, avec humour, une somme dérisoire si les Beatles acceptent de venir se produire sur le plateau : il suggère qu'ils se partagent le cachet en quatre parts égales et puissent même décider d'en donner moins à Ringo Starr. Tous deux envisagent de faire une visite surprise sur le plateau, mais renoncent finalement par fatigue.
Lorsque Lennon est assassiné le 8 décembre 1980, McCartney en est particulièrement choqué. Il lui compose peu après une chanson en hommage, Here Today. Tout laisse donc entendre que la collaboration entre les deux hommes est terminée, mais il n'en est rien. En 1995, Yoko Ono confie à McCartney les cassettes d'enregistrements préparatoires d'une chanson de Lennon. Son ami complète les passages manquants, et les deux autres Beatles sont appelés en renfort : la chanson qui en découle, Free as a Bird, est ainsi une des dernières compositions créditées non seulement du duo Lennon/McCartney, mais finalement de la totalité du groupe. À cela s'ajoute Real Love, chanson de Lennon à un stade plus avancé. Une troisième ébauche de Lennon, Now and Then, a été envisagée pour compléter le disque Anthology 3, mais le projet a été abandonné car Harrison considérait l'enregistrement comme de trop mauvaise qualité. McCartney reste cependant intéressé par le projet, et avec Starr il termine la chanson en 2023 en utilisant notamment une intelligence artificielle pour isoler la voix de Lennon du fort bruit qui l'entourait dans l'enregistrement initial. Contenant leur propre instrumentation (le travail fait 1995 et auquel Harrison avait participé est partiellement repris), des paroles supplémentaires et des chœurs issus de Eleanor Rigby, Here There and Everywhere et Because, la chanson sort en double face-A avec Love Me Do le 2 novembre 2023. Signée John Lennon, Paul McCartney, George Harrison et Richard Starkey, il s'agit a priori de la dernière chanson des Beatles.

## Analyse de l'œuvre

### Travail en duo
Ce que John Lennon a appelé « écrire les yeux dans les yeux », ou « jouer sous le nez l'un de l'autre », cette approche collective comprenant des éléments de compétition, d'inspiration mutuelle, aussi bien que de totale collaboration et de fusion créative d'idées musicales, est généralement citée comme la clef des innovations et du succès populaire des Beatles. Lennon a aussi expliqué que l'intention principale de leur musique était de communiquer, un but partagé par Paul McCartney. Le livre Help! 50 Songwriting, Recording and Career Tips Used by The Beatles relève ainsi qu'au moins la moitié des textes des chansons du duo comprend les mots you (toi) et/ou your (ton) dès la première ligne. D'une façon générale, le duo est mû par la volonté de ne jamais se répéter, d'avancer, d'innover, d'explorer encore et toujours de nouveaux territoires musicaux.

#### Compositions totalement communes
Durant les premiers temps du groupe, le tandem Lennon/McCartney compose des chansons à parts égales, notamment les succès. Des chansons comme From Me to You, She Loves You ou I Want to Hold Your Hand naissent dans de véritables échanges d'idées, au fond des coulisses en attendant un concert, sur des lits d'hôtels ou dans un bus. Cependant, leur double signature tend progressivement à ne pas refléter la réalité. Dès 1964, les deux compositeurs n'écrivent que très peu ensemble leurs chansons. L'un d'eux apporte plus généralement une ébauche, que l'autre achève ou retouche pour l'améliorer. Certaines chansons continuent à être composées en parfaite symbiose, comme Baby's in Black fin 1964.
Un autre type de compositions à quatre mains apparaît au sein du duo en 1967. Si Lennon et McCartney composent de moins en moins de chansons ensemble (mais il y a de notables exceptions, comme With a Little Help from My Friends, que les deux compères écrivent pour Ringo Starr), ils n'hésitent pas à mélanger des morceaux de chansons ébauchées pour en former une nouvelle. Ainsi, en 1967, McCartney greffe sur les mesures centrales vides de la chanson de Lennon A Day in the Life un passage plus rapide dont il ne savait que faire. Le même principe est utilisé la même année pour Baby, You're a Rich Man et en 1969 pour I've Got a Feeling.

#### Apports mutuels
L'apport de Paul McCartney au langage musical de John Lennon revêt une importance capitale dès leur rencontre en 1957. Ce dernier explique en effet que son nouvel ami savait « jouer de la guitare, de la trompette et du piano » alors que lui ne pratiquait encore que l'harmonica, ne connaissait que deux accords de guitare, et encore : « J'accordais la guitare comme un banjo, si bien qu'elle n'avait que cinq cordes ». Son partenaire lui montre alors comment jouer de la guitare mais, étant gaucher, Lennon apprend les accords à l'envers et les remet à l'endroit une fois rentré chez lui. Celui-ci explique : « Voilà ce que j'étais en train de faire : jouer sur scène avec un groupe, jouer de la guitare à cinq cordes comme un banjo, quand quelqu'un est allé chercher Paul dans le public pour me le présenter. » John voit aussi tout de suite que son nouveau partenaire est aussi bon que lui et pressent qu'il va devoir se battre pour qu'il « reste à sa place ». La compétition naît donc en même temps que l'amitié et la collaboration. C'est en s'associant que tous deux deviennent des auteurs-compositeurs. Dès le départ, si Paul est plus « musicien », John possède un talent poétique précoce. Ainsi, pour une de leurs premières compositions, I Saw Her Standing There, McCartney écrit le vers « She was just seventeen, never been a beauty queen » (« Elle n'avait que 17 ans et n'avait jamais été une reine de beauté »), que Lennon trouve ridicule et qu'il transforme en un « You know what I mean » (« Tu vois ce que je veux dire ? ») bien plus ambigu et dénué de cliché.
Au fil du temps, Paul apparaît comme un auteur de ballades doué, alors que John est le rocker sans concession. Cet état de fait ne reflète pas la réalité, car chacun se répond, s'émule et y gagne sa façon de progresser, dans un bel esprit de compétition. Si Lennon délivre une performance vocale exceptionnelle sur Twist and Shout enregistrée en une seule prise, McCartney montre sa capacité à faire exactement la même chose un an plus tard avec Long Tall Sally. Si Paul est le premier à s'intéresser à l'art d'avant-garde et à la musique expérimentale, John est le premier à traduire ces idées sur disque avec Revolution 9. Si le bassiste se montre trop optimiste, son compère sait le contrebalancer en ajoutant une touche sombre, comme sur les titres We Can Work It Out ou Getting Better. Si Lennon a composé une chanson mais ne trouve pas comment ajouter un pont, c'est McCartney qui le compose, et réciproquement. Quand John fait apporter le mellotron, qu'il vient d'acquérir, dans les studios EMI fin 1966, c'est Paul qui s'en saisit pour composer les notes d'introduction de Strawberry Fields Forever. « Je n'étais pas en train d'en parler, je le vivais vraiment : je travaillais avec le grand John Lennon, et de la même façon, lui avec moi et c'était particulièrement excitant […] », raconte Paul McCartney, insistant sur les « deux faces » (rocker ou auteur de ballades) également partagées par les auteurs, miroirs l'un de l'autre. Lennon confirme ce point à sa manière : « Si on étudie attentivement les morceaux des Beatles, on s'aperçoit que je suis partie prenante dans tous les machins sentimentaux, tout comme Paul. J'aime tout autant cette musique-là. »

#### Différences de style entre les deux compositeurs
Si au début, toutes les chansons du duo ont pour unique sujet les filles et l'amour, les deux auteurs se différencient rapidement. John Lennon se sert de ses expériences personnelles, écrit des chansons introspectives, se met à nu, raconte sa vie, parfois de façon détournée. Ainsi, son psychiatre Arthur Janov observe en 1970 que des chansons pourtant anciennes, classiques, voire anodines comme Tell Me Why, révèlent les angoisses de leur auteur, notamment liées à son abandon par ses parents lorsqu'il était enfant. Paul McCartney a, pour sa part, tendance à imaginer des situations, à raconter des histoires et en fait, à ne pas écrire de chansons personnelles. Cela change cependant sur l'album Rubber Soul où le musicien, qui connaît des problèmes dans sa relation avec Jane Asher, compose des chansons en appelant à ses sentiments : You Won't See Me ou encore I'm Looking Through You. Dans son interview au magazine Playboy en 1980, Lennon résume cette différence de style en disant de McCartney qu'il écrit « des histoires sur des gens inintéressants qui font des trucs inintéressants. […] Ça ne m'intéresse pas d'écrire des chansons à la troisième personne. J'aime écrire sur moi parce que je me connais. » Lennon a par ailleurs un rapport particulier avec le chiffre 9, qui apparaît notamment dans deux chansons composées avec une décennie d'écart : One After 909 et Revolution 9, où sont répétés avec insistance les mots « number nine ». « Tout petit j'habitais avec ma mère au 9, Newcastle Road, je suis né le 9 octobre, le neuvième mois [sic]. C'est juste un chiffre qui me suit, mais apparemment, je serais plutôt un numéro 6, ou 3, ou quelque chose du genre, mais tout ça fait partie du 9 », explique-t-il en 1980,.
Généralement, Lennon est considéré comme le rocker du groupe, tandis que McCartney se charge de chansons plus douces. Mais l'auteur de Yesterday sait aussi composer des rocks violents comme Helter Skelter, tandis que celui de Revolution est capable d'écrire des ballades comme, sur le même disque, Julia ou encore Good Night, offerte à Ringo Starr. D'un point de vue stylistique, McCartney est plus terre-à-terre face à un Lennon souvent capable de dépeindre des paysages plus oniriques. En témoigne ainsi le single Strawberry Fields Forever/Penny Lane, où les deux compositeurs évoquent chacun à leur manière leur enfance à Liverpool. Là où Lennon utilise un portail vu dans sa jeunesse comme tremplin pour se réfugier dans ses sentiments, McCartney préfère de son côté dépeindre un certain nombre de figures pittoresques.
À ce propos, Lennon explique, toujours en 1980 au journaliste David Sheff : « Paul apportait la légèreté, l'optimisme, tandis que je tendais vers la tristesse, la discorde, la note bluesy. Il fut une époque où je pensais que je n'écrivais pas de mélodie, que c'était seulement l'apanage de Paul et que je ne composais que pour hurler sur du pur rock 'n' roll. Mais bien sûr, quand je pense à quelques-unes de mes propres chansons, comme In My Life ou des plus anciennes telle que This Boy, c'est clair que j'écrivais des mélodies, et parmi les meilleures. »
Un dernier point les oppose : la conception même des albums. Plus le temps passe, plus McCartney conçoit les disques des Beatles comme un tout cohérent qui doit s'enchaîner, comme il le fait avec Sgt. Pepper et son album solo Band on the Run, tandis que Lennon se désintéresse totalement de cet aspect. Il l'explique ainsi à propos du medley sur Abbey Road : « Je n'ai jamais été porté sur cette démarche pop-opéra. J'aime les morceaux qui durent trois minutes, comme les pubs. »

#### Désaccords sur l'écriture des chansons
Longtemps après la séparation des Beatles, John Lennon et Paul McCartney se sont livrés chacun de leur côté au jeu du « qui a fait quoi ? », notamment au cours des interviews de Lennon en 1980 et de McCartney en 1984 pour le magazine Playboy, ainsi que dans le livre autobiographique de McCartney coécrit avec Barry Miles. Ils se montrent quasiment en parfait accord sur la répartition des crédits de chaque chanson, sauf pour cinq exceptions notables.
La paternité de trois chansons de l'album Help! est débattue par les deux partenaires : d'abord, la chanson-titre, universellement reconnue comme une composition du seul Lennon, mais que McCartney affirme avoir aidé à écrire à 30 %. En 1984, il explique : « John l'a écrite… En fait, John et moi l'avons écrite dans sa maison de Weybridge pour le film. » Ensuite, Ticket to Ride : alors que Lennon déclare que la contribution de McCartney à sa chanson se limite « à la façon dont Ringo Starr [y] joue de la batterie », son partenaire le contredit : « Nous avons écrit la mélodie ensemble […] Puisque John l'a chanté, il faudrait lui attribuer 60 % de la chanson. » Finalement, concernant Tell Me What You See, McCartney hésite quant à savoir s'il s'agit d'une collaboration avec Lennon (60 % de lui et 40 % de John), ou s'il l'a écrite dans sa totalité.
Deux autres chansons (la première sur Rubber Soul, la seconde sur Revolver) ne font pas l'unanimité. Bien que John ait déclaré que Paul ne l'avait aidé que pour composer le pont de sa chanson In My Life, ce dernier explique avoir écrit la mélodie entière, en s'inspirant des chansons de Smokey Robinson. Le contraire se produit lorsque le bassiste affirme avoir entièrement écrit Eleanor Rigby au piano, dans la maison familiale de sa petite amie d'alors, Jane Asher, et qu'il l'a ensuite jouée à Donovan, ce que ce dernier a confirmé. En 1972, Lennon avance pourtant qu'il a écrit 70 % des paroles, mais son ami d'enfance Pete Shotton se souvient : « […] Eleanor Rigby est un classique Lennon/McCartney où la participation de John est pratiquement nulle ».

### Morceaux écrits pour d'autres artistes
L'évidente aisance pour le duo à composer dès le départ des standards « sur commande » a permis à de nombreux groupes, et notamment ceux que gérait Brian Epstein, de se lancer sur le marché du disque en interprétant des titres signés Lennon/McCartney. Il en va ainsi de chansons telles que I'll Be on My Way offerte à Billy J. Kramer & the Dakotas, Tip of My Tongue (en) donnée à Tommy Quickly, Hello Little Girl aux Fourmost ou encore That Means a Lot à P. J. Proby. Un certain nombre de ces chansons, interprétées par leurs artistes respectifs, ont été réunies en 1971, puis en 1979, sur le disque The Songs Lennon and McCartney Gave Away, jamais réédité en CD. La plupart de ces chansons datent des débuts des Beatles, de 1963 à 1965, et sont enregistrées à la même époque. Si les deux compositeurs ont continué à offrir des chansons à d'autres, ils l'ont par la suite plus généralement fait sous leurs noms respectifs.
Ces chansons interprétées par les Beatles ont cependant été rendues disponibles, d'abord sur l'album Live at the BBC, puis sur les disques de la série The Beatles Anthology. Par ailleurs, un certain nombre de chansons que le groupe publie sur ses albums sont aussi données à d'autres artistes. Ainsi, Do You Want to Know a Secret est publiée en même temps par les Beatles et Billy J. Kramer & the Dakotas, dont la version atteint la deuxième place des classements. Lennon et McCartney sont également sollicités par Andrew Loog Oldham pour composer un single des Rolling Stones, I Wanna Be Your Man, que les deux groupes publient à quelques semaines d'intervalle. Cette chanson pousse Mick Jagger et Keith Richards à composer eux-mêmes leurs titres.

## Postérité

### Conséquences sur George Harrison et Ringo Starr

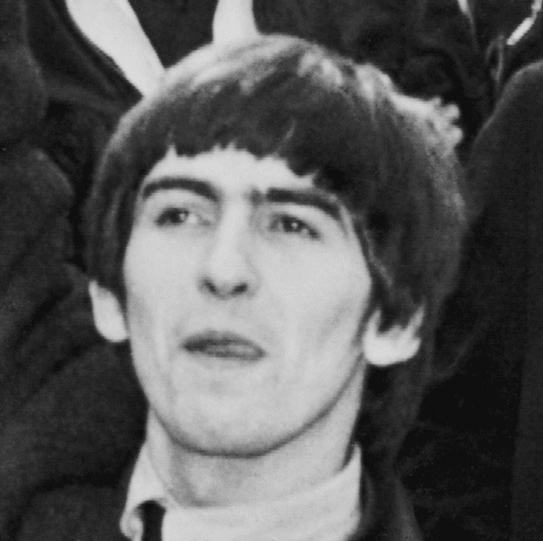
Durant toute la carrière du groupe, George Harrison s'est retrouvé dans l'ombre du duo Lennon/McCartney.

John Lennon et Paul McCartney étant au départ les compositeurs attitrés au sein des Beatles, leurs deux partenaires se sont longtemps retrouvés dans l'ombre. Les premiers temps du groupe ont en effet vu George Harrison et Ringo Starr se contenter de chanter une ou deux chansons par album, qu'il s'agisse de reprises, comme Boys, ou des chansons spécialement composées pour eux par le duo, comme Do You Want to Know a Secret. Ces dernières étaient loin d'être les meilleures compositions du duo, et se classaient parfois parmi les plus mauvaises, comme le cynique If You've Got Trouble, souvent considéré comme le plus mauvais titre du groupe, auquel Starr échappera de peu, puisqu'elle sera finalement rejetée.
Si le batteur ne s'est pas montré frustré par cet état de fait, ce n'est pas le cas de Harrison, qui compose dès le deuxième album du groupe sa première chanson, Don't Bother Me. Cependant, comme l'explique l'ingénieur du son Geoff Emerick, qui a travaillé plus tard avec le groupe, ses compositions retenaient généralement moins l'attention, se voyaient accorder moins de place sur les disques (rarement plus de deux ou trois), mais aussi moins de temps d'enregistrement. Le producteur George Martin a des années plus tard fortement regretté cette différence de traitement, tout en concédant que les premières compositions de Harrison étaient trop en deçà du niveau atteint par celles du duo Lennon/McCartney pour prétendre à la même place de choix.
Avec les derniers albums du groupe apparaît un George Harrison plus affirmé, jusqu'à obtenir sa première et unique face A de single au sein du groupe : Something. Le groupe reconnaît unanimement la qualité de la chanson, un Lennon avare en compliments allant jusqu'à parler d'un « des meilleurs titres de l'album ». L'ombre de ses partenaires poursuit pourtant Harrison jusque dans ses succès : Frank Sinatra déclare ainsi que Something est sa chanson préférée du duo Lennon/McCartney. Libéré de la concurrence du groupe, Harrison réussit à produire un triple album dès 1970, All Things Must Pass, contenant toutes les chansons qu'il avait écrites jusque-là et qui avaient été rejetées par les Beatles. L'album est le premier grand succès d'un Beatle en solo.

### Hommages et influences
Dès le début de sa carrière, le duo Lennon/McCartney influence d'autres groupes et compositeurs. Ainsi, lorsqu'ils les voient composer rapidement I Wanna Be Your Man dans un coin de studio, les Rolling Stones Mick Jagger et Keith Richards décident de composer, eux aussi, leurs propres chansons, ce qui leur ouvre la voie du succès. Une concurrence amicale s'ouvre également avec d'autres groupes. En entendant le son de Rubber Soul, Brian Wilson des Beach Boys voit un défi qu'il relève en enregistrant Pet Sounds. Par la suite, Wilson est désemparé par l'écoute de Sgt. Pepper's Lonely Hearts Club Band, pensant que toute concurrence est désormais vaine.
Le duo est le plus couronné de l'histoire des hit-parades des deux côtés de l'Atlantique, avec notamment 23 numéros un au Royaume-Uni et 25 aux États-Unis portant sa signature commune. Les chansons du duo sont également reprises de très nombreuses fois, certaines avec un grand succès. Plusieurs des reprises atteignent ainsi la tête des classements, comme Ob-La-Di, Ob-La-Da reprise par Marmalade au Royaume-Uni ou Lucy in the Sky with Diamonds par Elton John aux États-Unis. Le duo est ainsi à la tête de plusieurs records : avec les Beatles en tant que groupe ayant fait l'objet du plus grand nombre de reprises, et dans tous les styles musicaux (notamment classiques ou baroques, jazz, salsa, reggae, etc.), parfois des albums entiers, et sans oublier Yesterday pour la chanson la plus reprise de tous les temps.
En avril 2020, l'acteur américain Chris Evans, né plus de dix ans après la séparation du duo, résume bien un sentiment général, éprouvé depuis plusieurs décennies, à leur propos « Je n'arrive pas à croire que Paul McCartney et John Lennon n'ont pas seulement vécu à la même période, mais qu'ils se soient trouvés ».